# 漫画BOX AMASIA
『漫画BOX AMASIA』（まんがボックス アメイジア）は、講談社発行のアンソロジーコミック。2010年7月13日発売。「漫画BOX」と銘打たれているが、小説等、漫画以外の作品も収録されている。5冊+2つのポスターが一つの箱でまとめられている。そのため、重さが約2キログラムでかつ、税込4800円とかなり高価。収納ケースとなっている箱のイラストは鶴田謙二。

## 収録作品

### Book1『冒険エレキテ島』
鶴田謙二『冒険エレキテ島』
鶴田謙二の原作者のつかないオリジナル作品としては10年ぶりとなる新作。約150ページにもなる描き下ろしの漫画作品だが未完。2010年秋より『月刊アフタヌーン』にて続きが連載される事がアナウンスされたが、2010年12月現在、続報は無く未定。

### Book2『3/16事件』
2011年3月2日、加筆の上単体で書籍化した。（ISBN 978-4062837613）
榎本俊二『MAGNITUNING』
漫画作品。
奈須きのこ『宙の外』
小説作品。
原作：奈須きのこ 作画：榎本俊二『宙の外』
上記の『宙の外』をコミカライズした漫画作品。「続」という形で未完で終わっており、続編の可能性を示唆している。
原作：榎本俊二 執筆：奈須きのこ『MAGNITUNING』
上記の『MAGNITUNING』をノベライズした小説作品。
榎本俊二×奈須きのこ『3/16事件』
榎本俊二と奈須きのこの2人の対談。

### Book3『Flying Marchen』
竹『Pizza Transylvania』
イラストーリー。フルカラー。
こうもり傘『NINIKKI』
絵本。フルカラー。

### Magazine『AMASIA WORKS』
西川聖蘭『幸福論』
漫画作品。
安田弘之『少女撞球道 瞠と蘭』
『漫画BOX AMASIA』内で最長の215ページ描き下ろしの漫画作品。近日、講談社の漫画雑誌での続編連載、及び2010年秋にコミックスの発売のアナウンスされたが、2010年12月現在、続報は無く未定。
安田弘之『ビリペディア』
『少女撞球道 瞠と蘭』の欄外に掲載された、ビリヤードに関する基礎知識集。
タダユキヒロ『象は飛ぶ』
漫画作品。
タダユキヒロ『ぞうはとぶ』
『AMASIA WORKS』内の数作品の欄外に掲載された、漫画作品。
西尾維新『漫画家孵化脳』
小説作品。
木村真二『ストライプス』
漫画作品。
小田扉『犬は語らず』
漫画作品。『パンドラ』で連載された『コーヒーをいれよう』を改稿したもので、描き下ろし作品ではない。「続」という形で未完で終わっており、続編の可能性を示唆している。
Luc Leon Lecoq『調律帝国の誕生』
バンド・デシネ作品。元々フランス語で描かれた作品であるが、英訳された形での掲載。
飯田和敏『夜、調律たちの夜』
『調律帝国の誕生』の欄外に掲載された、飯田和敏による『調律帝国の誕生』の跳訳小説。
谷口ジロー『名づけえぬもの』
漫画作品。「これはその始まりにすぎない!」というアオリ文とともに未完で終わっており、続編の可能性を示唆している。
安田弘之『ドキュメント 合作マンガ「冒険アメイジア」はこうして作られた』
エッセイ漫画。『漫画BOX AMASIA』購入者限定、かつ期間限定で行われた誌上限定販売による、合作原稿モドキ『冒険アメイジア』の制作レポート。

### 特別付録『神罰』
鶴田謙二+ガイナックス『神罰設定資料集「だめ」』
ガイナックスにより制作されていたが、途中で制作中止になり発売される事のなかったゲーム『神罰』の、1999年コミックマーケット56で発売されたセルフ同人誌。
鶴田謙二+ガイナックス『神罰設定資料集「もっとだめ」』
上記の第二弾。同様に、コミックマーケット56で発売された。
鶴田謙二×佐々木洋×山賀博之『神罰放談』
『神罰』のメイン制作スタッフであった3人による対談。

### ポスター
ポスター1
表：鶴田謙二『冒険エレキテ島』（描き下ろし）
裏：竹『Pizza Transylvania』（描き下ろし）
ポスター2
表：鶴田謙二『神罰』（描き下ろし）
裏：鶴田謙二『神罰』（描き下ろし）

## 合作原稿モドキ『冒険アメイジア』
『漫画BOX AMASIA』購入者限定、かつ期間限定で行われた誌上限定販売による複製原稿。価格は200円。

### 参加メンバー
- 小田扉 - 制作総指揮、ネーム、作画
- 安田弘之 - ネーム補助、作画
- 奈須きのこ - アオリ文
- 竹 - タイトルロゴ
- 榎本俊二 - 作画
- 谷口ジロー - 作画
- 鶴田謙二 - 作画

## 書籍情報
- 『漫画BOX AMASIA』（2010年7月13日発売、税込4800円） ISBN 978-4-06-364826-3